# Cazilhac (Aude)
Pour les articles homonymes, voir Cazilhac.
Cazilhac  est une commune française, située dans le Nord du département de l'Aude en région Occitanie.
Sur le plan historique et culturel, la commune fait partie du Carcassès, un pays centré sur la ville de Carcassonne, entre les prémices du Massif central et les contreforts pyrénéens. Exposée à un climat méditerranéen, elle est drainée par le ruisseau de Fount Guilhen, le ruisseau des Bouteillères et par deux autres cours d'eau.
Cazilhac est une commune rurale qui compte 1 637 habitants en 2022, après avoir connu une forte hausse de la population depuis 1975. Elle fait partie de l'aire d'attraction de Carcassonne. Ses habitants sont appelés les Cazilhaciens ou  Cazilhaciennes ou Cazilhacois.

## Géographie

### Localisation
Cazilhac est une commune de l'aire urbaine de Carcassonne située à quatre kilomètres au sud de Carcassonne.

### Communes limitrophes
Les communes limitrophes sont  Carcassonne, Cavanac et Palaja.
| Carcassonne |          |        |
|             | Cazilhac | Palaja |
|             | Cavanac  |        |

### Géologie et relief
Cazilhac se situe en zone de sismicité 2 (sismicité faible).

### Hydrographie
La commune est dans la région hydrographique « Côtiers méditerranéens », au sein du bassin hydrographique Rhône-Méditerranée-Corse. Elle est drainée par le ruisseau de Fount Guilhen, le ruisseau des Bouteillères, le ruisseau de Palajanel et le ruisseau de Pech-Anges, qui constituent un réseau hydrographique de 6 km de longueur totale,.

### Climat
Pour des articles plus généraux, voir Climat de l'Occitanie et Climat de l'Aude.
En 2010, le climat de la commune est de type climat du Bassin du Sud-Ouest, selon une étude s'appuyant sur une série de données couvrant la période 1971-2000. En 2020, Météo-France publie une typologie des climats de la France métropolitaine dans laquelle la commune est exposée à un climat océanique altéré et est dans la région climatique Aquitaine, Gascogne, caractérisée par une pluviométrie abondante au printemps, modérée en automne, un faible ensoleillement au printemps, un été chaud (19,5 °C), des vents faibles, des brouillards fréquents en automne et en hiver et des orages fréquents en été (15 à 20 jours).
Pour la période 1971-2000, la température annuelle moyenne est de 13,8 °C, avec  une amplitude thermique annuelle de 15,8 °C. Le cumul annuel moyen de précipitations est de 662 mm, avec 8,4 jours de précipitations en janvier et 4,2 jours en juillet. Pour la période 1991-2020 la température moyenne annuelle observée sur la station météorologique la plus proche, située sur la commune de Carcassonne à 3 km à vol d'oiseau, est de 14,4 °C et le cumul annuel moyen de précipitations est de 665,0 mm,. Pour l'avenir, les paramètres climatiques de la commune estimés pour 2050 selon différents scénarios d’émission de gaz à effet de serre sont consultables sur un site dédié publié par Météo-France en novembre 2022.

### Milieux naturels et biodiversité
Aucun espace naturel présentant un intérêt patrimonial n'est recensé sur la commune dans l'inventaire national du patrimoine naturel,,.

## Urbanisme

### Typologie
Au 1er janvier 2024, Cazilhac est catégorisée bourg rural, selon la nouvelle grille communale de densité à 7 niveaux définie par l'Insee en 2022.
Elle est située hors unité urbaine. Par ailleurs la commune fait partie de l'aire d'attraction de Carcassonne, dont elle est une commune de la couronne,. Cette aire, qui regroupe 115 communes, est catégorisée dans les aires de 50 000 à moins de 200 000 habitants,.

### Occupation des sols
L'occupation des sols de la commune, telle qu'elle ressort de la base de données européenne d’occupation biophysique des sols Corine Land Cover (CLC), est marquée par l'importance des territoires agricoles (78 % en 2018), en diminution par rapport à 1990 (85,8 %). La répartition détaillée en 2018 est la suivante : cultures permanentes (71 %), zones urbanisées (21,8 %), zones agricoles hétérogènes (4,7 %), terres arables (2,3 %), zones industrielles ou commerciales et réseaux de communication (0,1 %), milieux à végétation arbustive et/ou herbacée (0,1 %). L'évolution de l’occupation des sols de la commune et de ses infrastructures peut être observée sur les différentes représentations cartographiques du territoire : la carte de Cassini (XVIIIe siècle), la carte d'état-major (1820-1866) et les cartes ou photos aériennes de l'IGN pour la période actuelle (1950 à aujourd'hui).

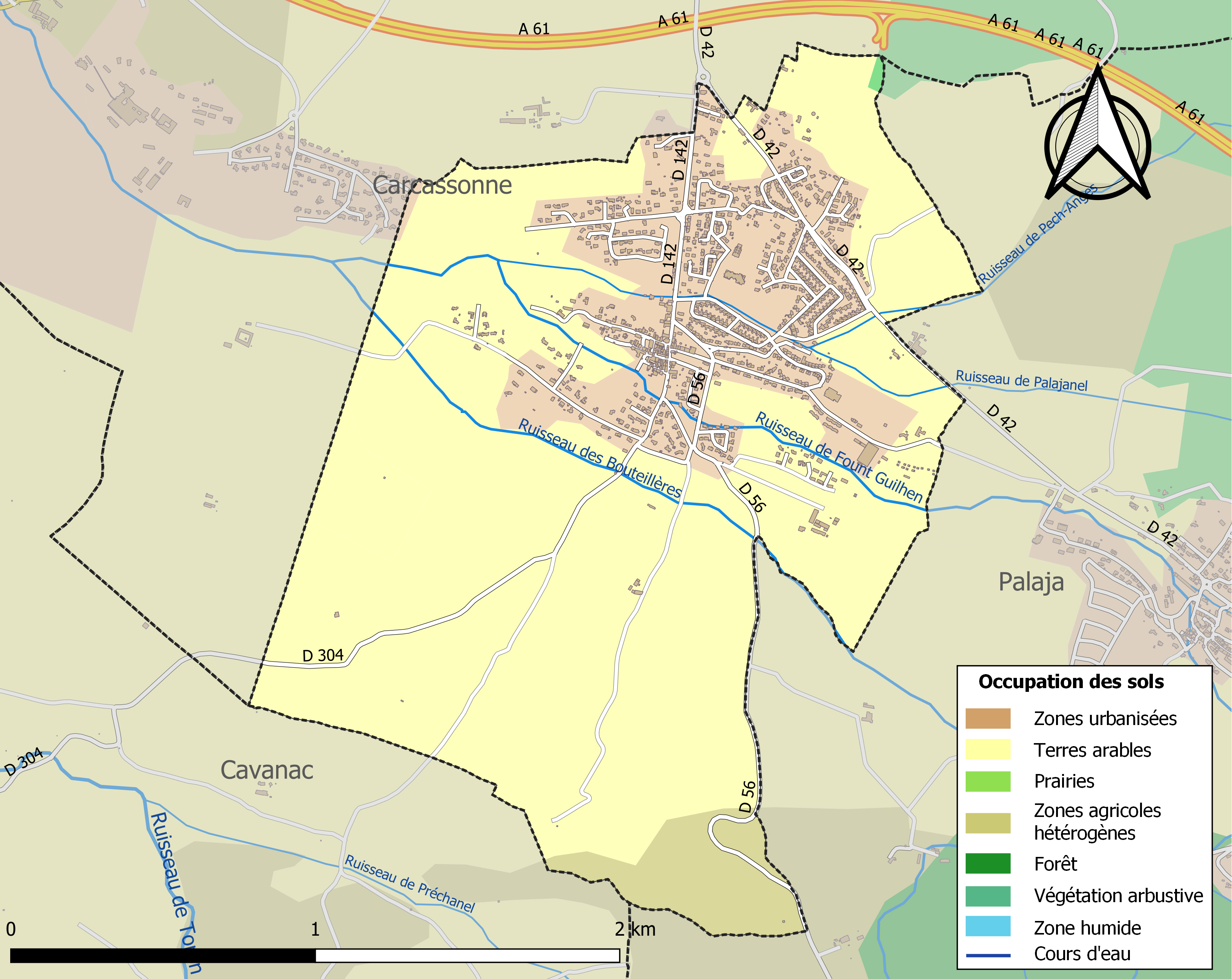
Carte des infrastructures et de l'occupation des sols de la commune en 2018 (CLC).

### Risques majeurs
Le territoire de la commune de Cazilhac est vulnérable à différents aléas naturels : météorologiques (tempête, orage, neige, grand froid, canicule ou sécheresse), inondations, feux de forêts et séisme (sismicité faible). Un site publié par le BRGM permet d'évaluer simplement et rapidement les risques d'un bien localisé soit par son adresse soit par le numéro de sa parcelle.
La commune fait partie du territoire à risques importants d'inondation (TRI) de Carcassonne, regroupant 4 communes du bassin de vie de l'agglomération carcassonnaise, un des 31 TRI qui ont été arrêtés fin 2012 sur le bassin Rhône-Méditerranée, retenu au regard des débordements des cours d’eau l’Aude et le Fresquel. Parmi les dernières crues significatives qui ont touché le territoire, on peut citer la crue de novembre 1999. Des cartes des surfaces inondables ont été établies pour trois scénarios : fréquent (crue de temps de retour de 10 ans à 30 ans), moyen (temps de retour de 100 ans à 300 ans) et extrême (temps de retour de l'ordre de 1 000 ans, qui met en défaut tout système de protection),. La commune a été reconnue en état de catastrophe naturelle au titre des dommages causés par les inondations et coulées de boue survenues en 1982, 1992, 1996, 1999, 2009 et 2018,.

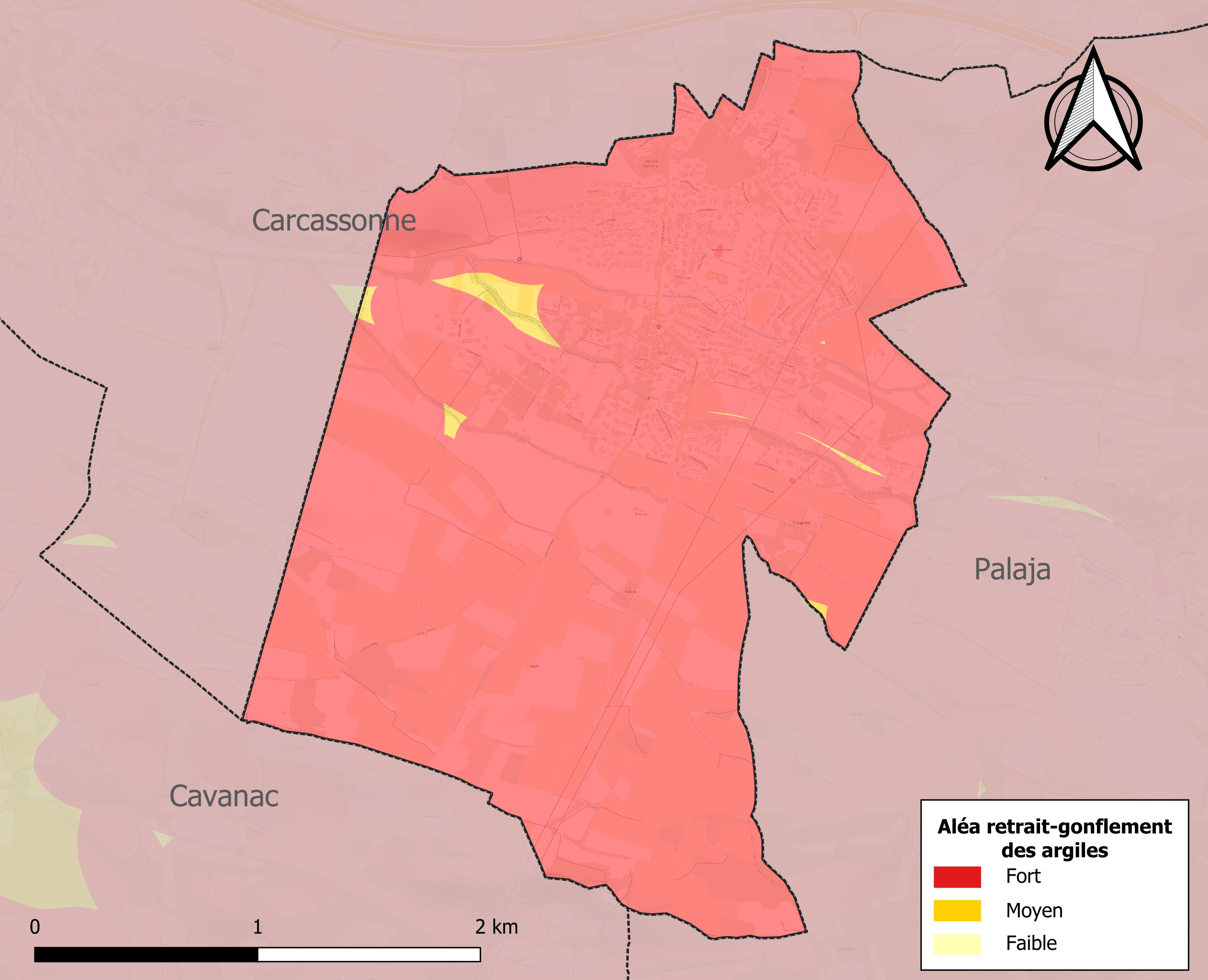
Carte des zones d'aléa retrait-gonflement des sols argileux de Cazilhac.

Le retrait-gonflement des sols argileux est susceptible d'engendrer des dommages importants aux bâtiments en cas d’alternance de périodes de sécheresse et de pluie. La totalité de la commune est en aléa moyen ou fort (75,2 % au niveau départemental et 48,5 % au niveau national). Sur les 768 bâtiments dénombrés sur la commune en 2019, 768 sont en aléa moyen ou fort, soit 100 %, à comparer aux 94 % au niveau départemental et 54 % au niveau national. Une cartographie de l'exposition du territoire national au retrait gonflement des sols argileux est disponible sur le site du BRGM,.

## Politique et administration

### Découpage territorial
La commune de Cazilhac est membre de l'intercommunalité Carcassonne Agglo, un établissement public de coopération intercommunale (EPCI) à fiscalité propre créé le 21 décembre 2012 dont le siège est à Carcassonne. Ce dernier est par ailleurs membre d'autres groupements intercommunaux.
Sur le plan administratif, elle est rattachée à l'arrondissement de Carcassonne, au département de l'Aude, en tant que circonscription administrative de l'État, et à la région Occitanie.
Sur le plan électoral, elle dépend du canton de Carcassonne-2 pour l'élection des conseillers départementaux, depuis le redécoupage cantonal de 2014 entré en vigueur en 2015, et de la première circonscription de l'Aude  pour les élections législatives, depuis le redécoupage électoral de 1986.

### Liste des maires
| Période                                  | Période                | Identité         | Étiquette | Qualité                              |
| ---------------------------------------- | ---------------------- | ---------------- | --------- | ------------------------------------ |
| ?                                        | juillet 1941 (révoqué) | Jean Perdigou    | ?         | Révoqué par le Gouvernement de Vichy |
| mars 1977                                | mars 2001              | René Limouzy     | PCF       |                                      |
| mars 2001                                | 2020                   | Jean-Luc Sarrail | DVD       | Agriculteur                          |
| 2020                                     | En cours               | Toni Carvajal    | DVD       |                                      |
| Les données manquantes sont à compléter. |                        |                  |           |                                      |

## Démographie
L'évolution du nombre d'habitants est connue à travers les recensements de la population effectués dans la commune depuis 1793. Pour les communes de moins de 10 000 habitants, une enquête de recensement portant sur toute la population est réalisée tous les cinq ans, les populations de référence des années intermédiaires étant quant à elles estimées par interpolation ou extrapolation. Pour la commune, le premier recensement exhaustif entrant dans le cadre du nouveau dispositif a été réalisé en 2004.

En 2022, la commune comptait 1 637 habitants, en évolution de −0,55 % par rapport à 2016 (Aude : +2,65 %, France hors Mayotte : +2,11 %).
| 1793 | 1800 | 1806 | 1821 | 1831 | 1836 | 1841 | 1846 | 1851 |
| ---- | ---- | ---- | ---- | ---- | ---- | ---- | ---- | ---- |
| 157  | 161  | 155  | 180  | 205  | 200  | 188  | 193  | 195  |

| 1856 | 1861 | 1866 | 1872 | 1876 | 1881 | 1886 | 1891 | 1896 |
| ---- | ---- | ---- | ---- | ---- | ---- | ---- | ---- | ---- |
| 186  | 195  | 196  | 186  | 206  | 218  | 226  | 173  | 169  |

| 1901 | 1906 | 1911 | 1921 | 1926 | 1931 | 1936 | 1946 | 1954 |
| ---- | ---- | ---- | ---- | ---- | ---- | ---- | ---- | ---- |
| 154  | 233  | 242  | 221  | 242  | 249  | 258  | 228  | 248  |

| 1962 | 1968 | 1975  | 1982  | 1990  | 1999  | 2004  | 2006  | 2009  |
| ---- | ---- | ----- | ----- | ----- | ----- | ----- | ----- | ----- |
| 242  | 257  | 1 178 | 1 357 | 1 384 | 1 449 | 1 528 | 1 564 | 1 621 |

| 2014  | 2019  | 2022  | - | - | - | - | - | - |
| ----- | ----- | ----- | - | - | - | - | - | - |
| 1 652 | 1 652 | 1 637 | - | - | - | - | - | - |

## Économie

### Revenus
En 2018  (données Insee publiées en septembre 2021), la commune compte 731 ménages fiscaux, regroupant 1 670 personnes. La médiane du revenu disponible par unité de consommation est de 23 140 € (19 240 € dans le département).

### Emploi
| Division       | 2008   | 2013   | 2018   |
| -------------- | ------ | ------ | ------ |
| Commune        | 6 %    | 7 %    | 7,9 %  |
| Département    | 10,2 % | 12,8 % | 12,6 % |
| France entière | 8,3 %  | 10 %   | 10 %   |

En 2018, la population âgée de 15 à 64 ans s'élève à 899 personnes, parmi lesquelles on compte 76,8 % d'actifs (68,9 % ayant un emploi et 7,9 % de chômeurs) et 23,2 % d'inactifs,. Depuis 2008, le taux de chômage communal (au sens du recensement) des 15-64 ans est inférieur à celui de la France et du département.
La commune fait partie de la couronne de l'aire d'attraction de Carcassonne, du fait qu'au moins 15 % des actifs travaillent dans le pôle,. Elle compte 134 emplois en 2018, contre 123 en 2013 et 140 en 2008. Le nombre d'actifs ayant un emploi résidant dans la commune est de 636, soit un indicateur de concentration d'emploi de 21,1 % et un taux d'activité parmi les 15 ans ou plus de 50,8 %.
Sur ces 636 actifs de 15 ans ou plus ayant un emploi, 74 travaillent dans la commune, soit 12 % des habitants. Pour se rendre au travail, 92,2 % des habitants utilisent un véhicule personnel ou de fonction à quatre roues, 0,8 % les transports en commun, 2,8 % s'y rendent en deux-roues, à vélo ou à pied et 4,2 % n'ont pas besoin de transport (travail au domicile).

### Activités hors agriculture

#### Secteurs d'activités
109 établissements sont implantés  à Cazilhac au 31 décembre 2019. Le tableau ci-dessous en détaille le nombre par secteur d'activité et compare les ratios avec ceux du département,.
| Secteur d'activité                                                                                        | Commune | Commune | Département |
| Secteur d'activité                                                                                        | Nombre  | %       | %           |
| --- | ------- | ------- | ----------- |
| Ensemble                                                                                                  | 109     | 100 %   | (100 %)     |
| Industrie manufacturière, industries extractives et autres                                                | 5       | 4,6 %   | (8,8 %)     |
| Construction                                                                                              | 15      | 13,8 %  | (14 %)      |
| Commerce de gros et de détail, transports, hébergement et restauration                                    | 25      | 22,9 %  | (32,3 %)    |
| Information et communication                                                                              | 4       | 3,7 %   | (1,6 %)     |
| Activités financières et d'assurance                                                                      | 1       | 0,9 %   | (2,7 %)     |
| Activités immobilières                                                                                    | 10      | 9,2 %   | (5,2 %)     |
| Activités spécialisées, scientifiques et techniques et activités de services administratifs et de soutien | 12      | 11 %    | (13,3 %)    |
| Administration publique, enseignement, santé humaine et action sociale                                    | 27      | 24,8 %  | (13,2 %)    |
| Autres activités de services                                                                              | 10      | 9,2 %   | (8,8 %)     |

Le secteur de l'administration publique, l'enseignement, la santé humaine et l'action sociale est prépondérant sur la commune puisqu'il représente 24,8 % du nombre total d'établissements de la commune (27 sur les 109 entreprises implantées  à Cazilhac), contre 13,2 % au niveau départemental.

#### Entreprises
Les deux entreprises ayant leur siège social sur le territoire communal qui génèrent le plus de chiffre d'affaires en 2020 sont : 
- Cuculiere TP, travaux de terrassement courants et travaux préparatoires (538 k€)
- I.jardins, services d'aménagement paysager (19 k€)

### Agriculture
La commune fait partie de la petite région agricole dénommée « Région viticole ». En 2010, l'orientation technico-économique de l'agriculture  sur la commune est la viticulture (appellation et autre).
|                                   | 1988 | 2000 | 2010 |
| --------------------------------- | ---- | ---- | ---- |
| Exploitations                     | 12   | 15   | 17   |
| Superficie agricole utilisée (ha) | 281  | 325  | 270  |

Le nombre d'exploitations agricoles en activité et ayant leur siège dans la commune est passé de 12 lors du recensement agricole de 1988 à 15 en 2000 puis à 17 en 2010, soit une augmentation de 1,42 % en 22 ans. Le même mouvement est observé à l'échelle du département qui a perdu pendant cette période 52 % de ses exploitations. La surface agricole utilisée sur la commune a également diminué, passant de 281 ha en 1988 à 270 ha en 2010. Parallèlement la surface agricole utilisée moyenne par exploitation a baissé, passant de 23 à 16 ha.

## Culture locale et patrimoine

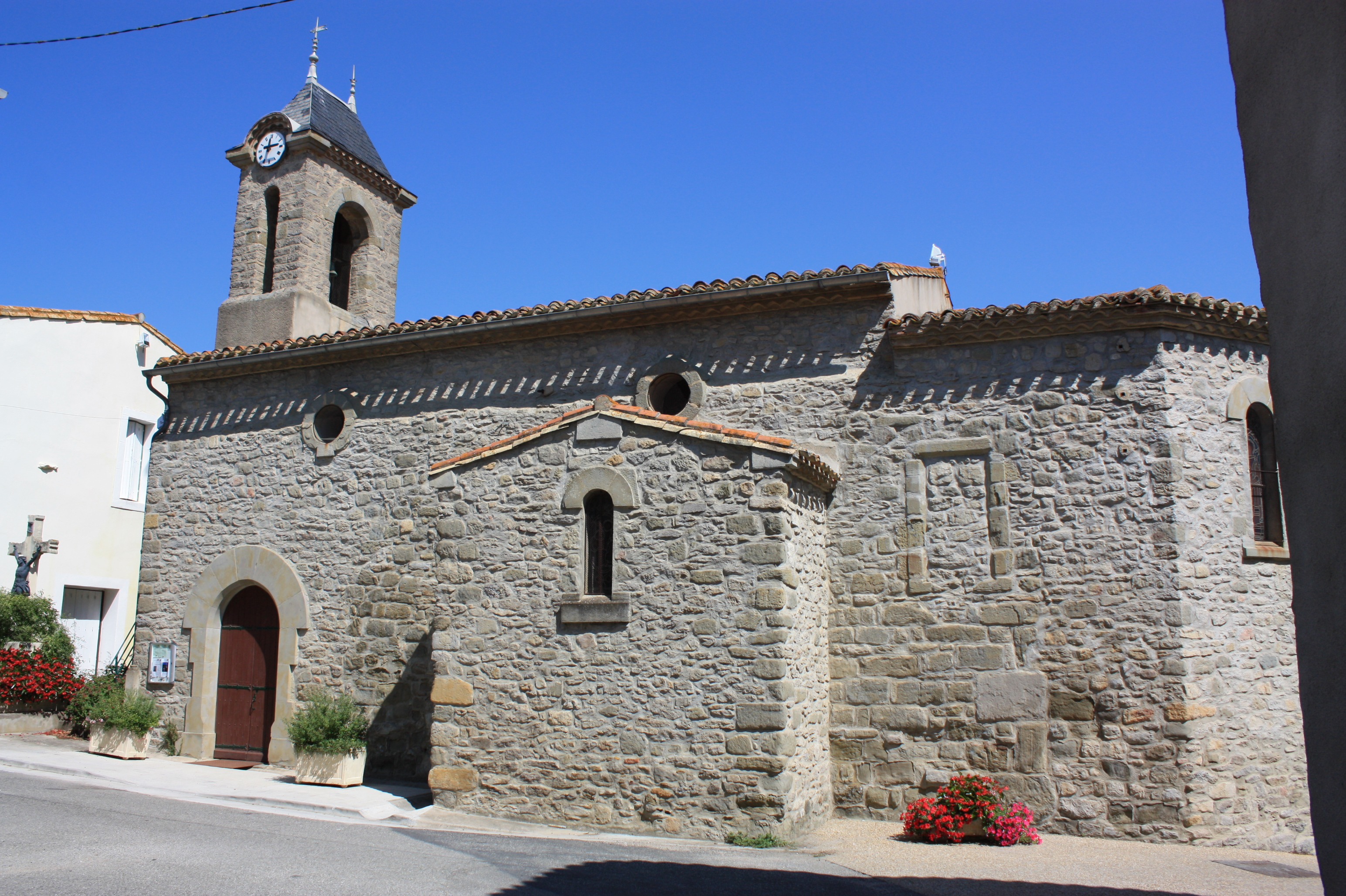
Église Saint-Hilaire de Cazilhac.

### Lieux et monuments
- La fontaine de Cazilhac est située près de l'ancienne mairie, et le village dispose d'un monument aux morts de la guerre.
- Les tuiles céramiques qui ornent les façades des pavillons du quartier Fontaine Montjoie. Elles ont été réalisées par l'artiste carcassonnais Jean Camberoque entre 1968 et 1972.
- Église Saint-Hilaire de Cazilhac.

### Personnalités liées à la commune
- Mathias Gonin.

### Héraldique
| Cazilhac | Son blasonnement est : D'azur à la fasce d'or. |